# Festival Speech Synthesis System
Festival est un logiciel de synthèse vocale développé au centre pour la recherche de technologie de la parole (CSTR) à l'université d'Édimbourg. 
Festival est écrit dans le langage C++ avec un interpréteur de commandes basé sur Scheme pour permettre sa personnalisation et son évolution. 
Festival est équipé d'une bibliothèque pour la manipulation des différents objets durant le traitement du texte jusqu’à la production de la parole synthétisée, cette bibliothèque est : Edinburgh Speech Tools Library.
Le projet de Festvox vise à créer de nouvelles voix synthétiques, permettant son utilisation par n'importe qui. C'est un logiciel libre, sa licence est semblable à la licence MIT.
Plusieurs langues sont disponibles comme : l'anglais (UK et US), l'espagnol, le gallois. Cependant la langue anglaise est la plus développée.